# Hvid vipstjert
Den Hvide Vipstjert (Motacilla alba), af og til blot kaldt vipstjert, måler op til 16,5-19 centimeter og vejer omkring 24 gram. Spurvefuglen har en sort, hvid og koksgrå fjerdragt og en meget lang hale. Den er i Danmark både en meget almindelig ynglefugl og trækgæst. I øvrigt findes den i hele resten af Europa, i størstedelen af Asien, i Nordvestafrika samt det sydøstlige Grønland.
De hvide striber på vingerne og den lange, sorte hale falder straks i øjnene og gør det nemt at kende fuglen. Dens bevægelser er også meget livlige. Det er fuglens karakteristiske, ustandselige vippen med halen, der har givet vipstjerten dens danske navn, idet "stjert" er et gammelt navn for 'hale'. Flugten er karakteristisk bølgeformet. Hunnen har mindre sort på hovedet end hannen, der har en skarp overgang mellem den sorte nakke og grå ryg.
Hvid vipstjert holder til ved bebyggelser, i haver og i åbent land på marker, heder, enge, grusgrave og kyster. Uden for yngletiden samles i tusinder af fugle på fælles overnatningssteder, eksempelvis i rørskove.
Den hvide vipstjerts kald lyder som tsi-vit og tsik. Sangen er en svag, men livlig kvidren, der dog sjældent høres.
Det er en meget almindelig ynglefugl i Danmark, ynglebestanden vurderes til over hundrede tusinde par. Den ankommer i marts-april og flyver af sted igen til Sydeuropa og Nordafrika i september, i sjældne tilfælde overvintrer arten i Danmark. Mange skandinaviske fugle passerer landet som trækgæster. De kan om foråret ses til slutningen af maj, mens de om efteråret ses oktober måned ud.
I maj lægger den hvide vipstjert 5-6 grålige æg med rødlige pletter. Den yngler for det meste to gange om året. Efter 12-13 dage knækker skallen på æggene. Hvid vipstjert lever mest af insekter, som den oftest fanger direkte på jorden eller under hurtige opflyvninger i luften. Blandt dens fjender kan nævnes rovfugle og katte.

## Underarter
En anden underart af den hvide vipstjert (subsp. yarrellii) lever i Storbritannien. Her er hannen let genkendelig på den sorte ryg i modsætning til nominatformen alba, som vi har i Danmark, der har grå ryg. Den sortryggede hvide vipstjert optræder som sjælden gæst i Danmark, oftest under forårstrækket fra marts til maj og hyppigst i det vestlige Jylland. Det er eksempler på, at den sortryggede hvide vipstjert har hybridiseret med vor hjemlige race.
Der findes i alt ni forskellige underarter af hvid vipstjert:
- Motacilla alba yarrellii, sortrygget vipstjert, yngler på de Britiske Øer og langs dele af Vesteuropas kyst.
- M. a. alba, hvid vipstjert, yngler i sydøstlige Grønland, Island og Færøerne gennem Europa til Ural, Kaukasus, Centralasien og Mellemøsten.
- M. a. subpersonata, marokkansk vipstjert.
- M. a. personata, maskevipstjert.
- M. a. lugens, hvidvinget vipstjert.
- M. a. baicalensis.
- M. a. ocularis.
- M. a. leucopsis.
- M. a. alboides.

- En voksen med mad til sine unge.
- Cuculus canorus canorus + Motacilla alba